# Xylocopa chrysoptera
Xylocopa chrysoptera là một loài Hymenoptera trong họ Apidae. Loài này được Latreille mô tả khoa học năm 1809.